# Cléden-Cap-Sizun
Cléden-Cap-Sizun (en bretó Kledenn-ar-C'hab) és un municipi francès, situat a la regió de Bretanya, al departament de Finisterre. L'any 2006 tenia 972 habitants.

## Galeria

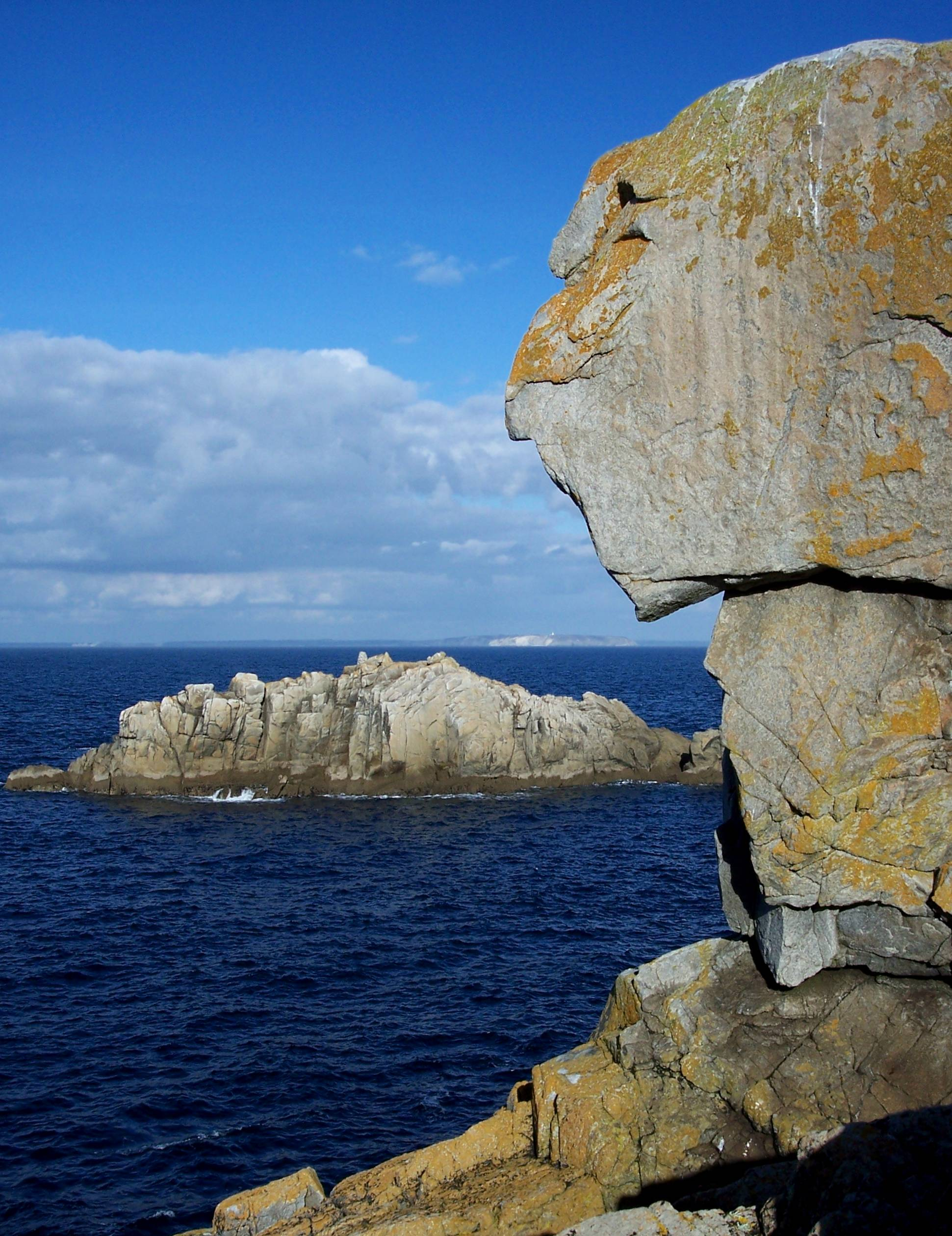
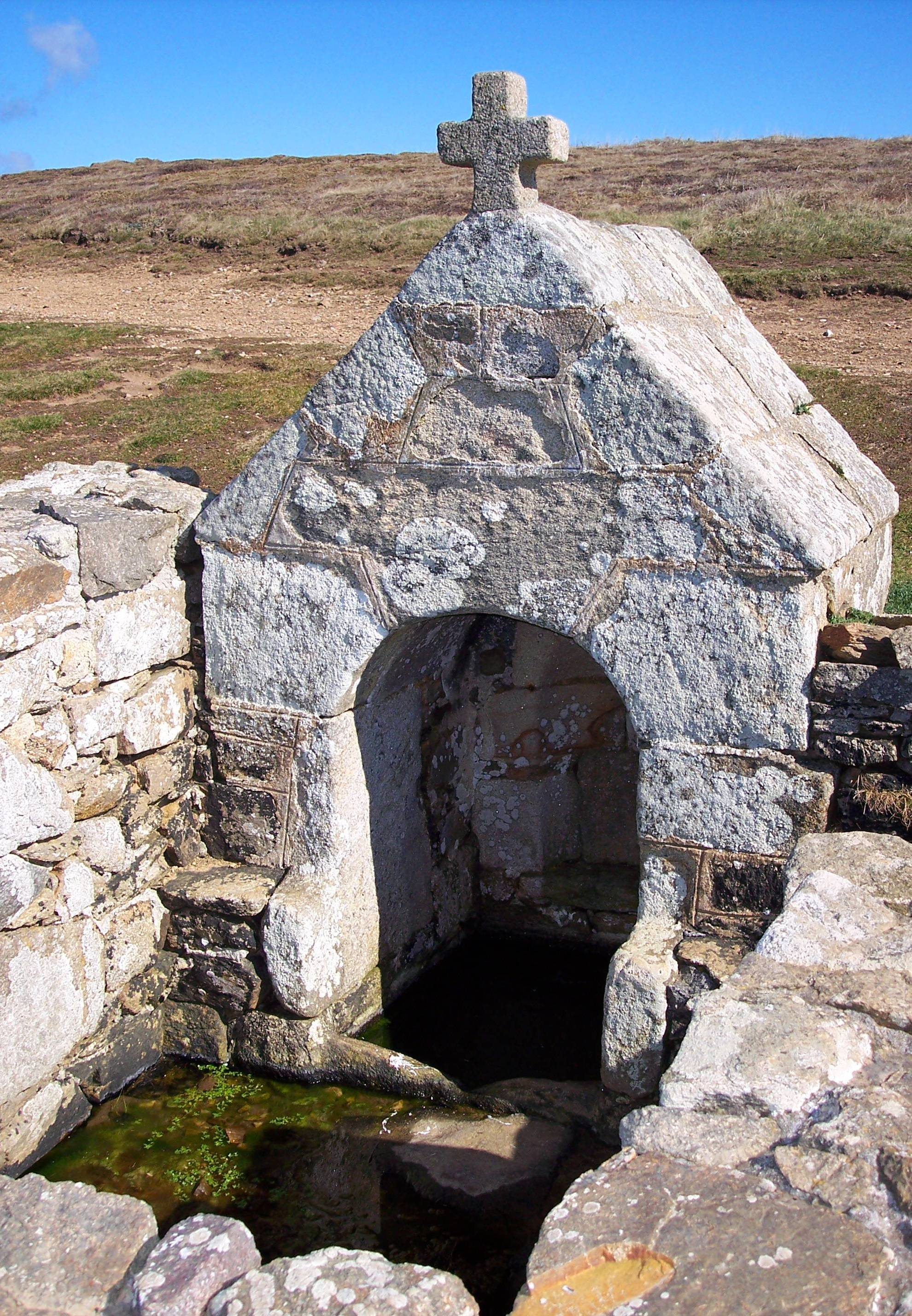
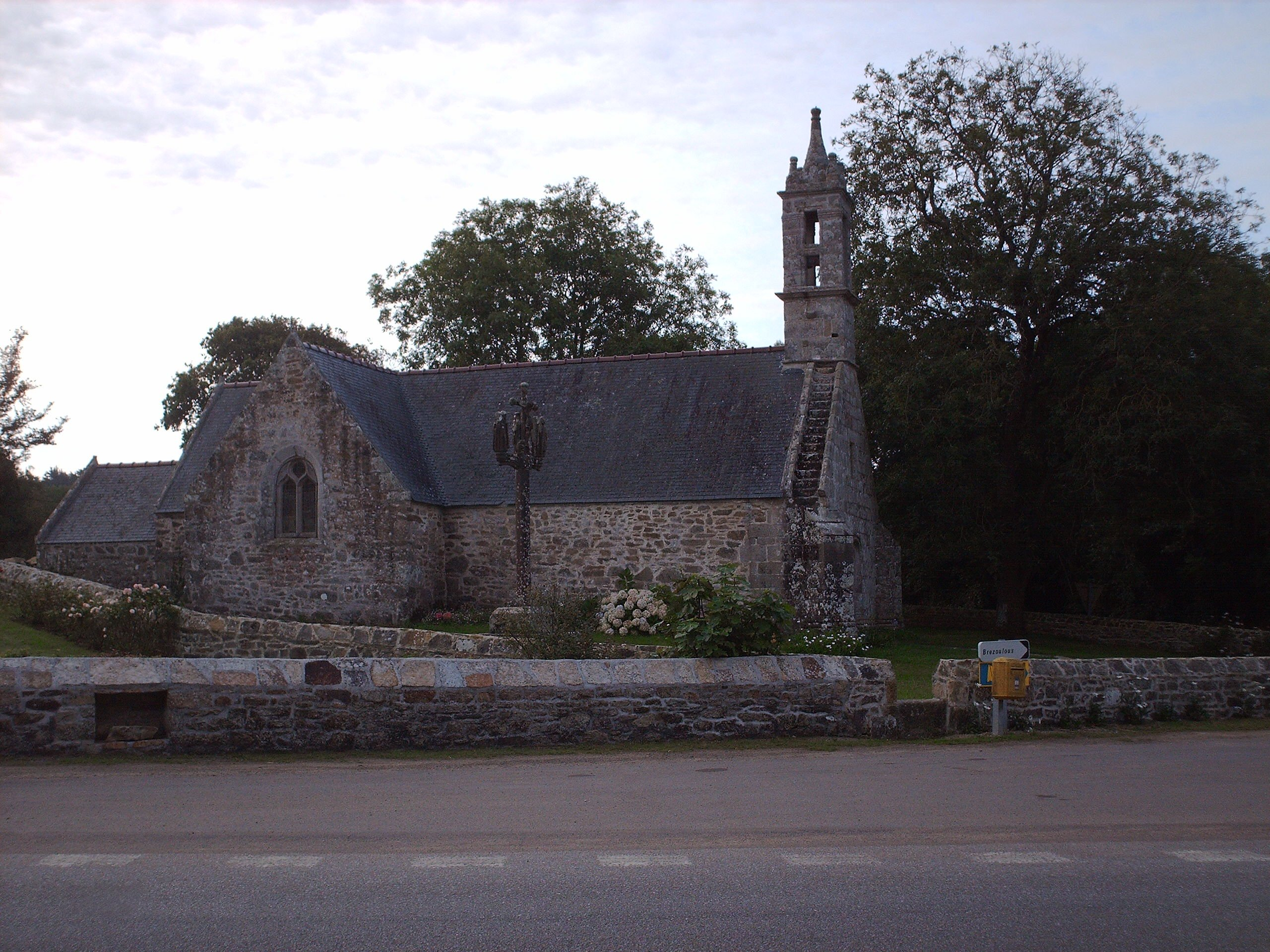

## Demografia
| 1962                                       | 1968  | 1975  | 1982  | 1990  | 1999  |  |
| ------------------------------------------ | ----- | ----- | ----- | ----- | ----- |  |
| 2.079                                      | 1.949 | 1.640 | 1.420 | 1.181 | 1.037 |  |
| Des de 1962: població sense dobles comptes |       |       |       |       |       |  |

## Administració
| Període | Identitat       | Partit |
| ------- | --------------- | ------ |
| 2001-   | Nadine Kersaudy |        |